# Bistum Erexim
Das Bistum Erexim (lateinisch Dioecesis Ereximensis, portugiesisch Diocese de Erexim) ist eine in Brasilien gelegene römisch-katholische Diözese mit Sitz in Erexim im Bundesstaat Rio Grande do Sul.

## Geschichte
Das Bistum Erexim wurde am 27. Mai 1971 durch Papst Paul VI. mit der Apostolischen Konstitution Cum Christus aus Gebietsabtretungen des Bistums Passo Fundo errichtet und dem Erzbistum Porto Alegre als Suffraganbistum unterstellt. Am 13. April 2011 wurde das Bistum Erexim dem Erzbistum Passo Fundo als Suffraganbistum unterstellt.

## Bischöfe von Erexim
- João Aloysio Hoffmann, 1971–1994
- Girônimo Zanandréa, 1994–2012
- José Gislon OFMCap, 2012–2019
- Adimir Antônio Mazali, seit 2020